# El Pinzán, Turicato
El Pinzán är en ort i Mexiko.   Den ligger i kommunen Turicato och delstaten Michoacán de Ocampo, i den södra delen av landet, 250 km väster om huvudstaden Mexico City. El Pinzán ligger 1 233 meter över havet och antalet invånare är 119.
Terrängen runt El Pinzán är bergig. Runt El Pinzán är det ganska glesbefolkat, med 45 invånare per kvadratkilometer. Närmaste större samhälle är Puruarán, 2,2 km söder om El Pinzán. I omgivningarna runt El Pinzán växer huvudsakligen savannskog.